# Mikołaj z Pelhřimova
Mikołaj z Pelhřimova (cz. Mikuláš Biskupec z Pelhřimova, łac. Nicolaus Pilgramensis; ur. ok. 1385 w Podiebradach, zm. 1460 tamże) – pisarz, kronikarz, teolog, kaznodzieja i duchowny husycki

## Życiorys
Mikołaj z Pelhřimova studiował na Uniwersytecie Karola w Pradze. W 1409 roku uzyskał tytuł bakałarza. Po śmierci Jana Husa związał się z radykalnym skrzydłem husytów, którzy opuścili Pragę i założyli własny ośrodek religijny w mieście Tábor. Po opuszczeniu stolicy Czech osiadł w Písku.
W 1420 roku został seniorem Taborytów i otrzymał ordynację biskupią bez zachowania tradycji sukcesji apostolskiej z rąk księdza Marcina Húski. Spowodowało to formalny rozłam w husytyzmie i zadecydowało o faktycznym odejściu taborytów od doktryny Kościoła katolickiego.
W 1421 roku Mikołaj z Pelhřimova potępił ruch reformatorski w łonie taborytów zapoczątkowany nauką Marcina Húski i doprowadził do likwidacji sekty husyckiej nazywanej pikardyzmem. Brał udział w zjazdach husyckich w Písku (1422) i w Chebie (1432). W 1433 roku uczestniczył w czeskim poselstwie na sobór w Bazylei, gdzie bronił czterech artykułów praskich. Był zajadłym krytykiem utrakwistów.
Po bitwie pod Lipanami uczestniczył w negocjacjach z Zygmuntem Luksemburskim w Brnie. W 1443 osiadł w Kutnej Horze, gdzie próbował odbudować radykalne skrzydło husytyzmu. W 1452 roku po ostatecznej klęsce Táboru znalazł się w niewoli Jerzego z Podiebradów, w której pozostał do śmierci.

## Dorobek
Mikołaj z Pelhřimova był głównym teologiem taborytów. Sformułował wyznanie wiary tej denominacji (Confessio Taboritarum), które wydał drukiem na krótko przed podróżą na sobór w Bazylei.
W jego nauczaniu można odnaleźć wiele elementów prereformacyjnych. Był wyznawcą zasady sola scriptura. Odrzucał rozbudowaną liturgię Kościoła katolickiego. Uznawał niedzielę jako jedyne kościelne święto, odrzucał katolicką naukę o czyśćcu oraz piętnował praktyki modlitwy za zmarłych.

## Dzieła
- Confessio Taboritarum
- Criptum super quattuor evangelia in unum concordata
- Chronicon continens causam sacerdotium taboriensium